# Disneyland (Modern Family)
«Disneyland» es el vigésimo segundo episodio de la tercera temporada de la serie de televisión en formato falso documental Modern Family. Se emitió por primera vez en ABC el 9 de mayo de 2012. Fue escrito por Cindy Chupack y dirigido por James Bagdonas.

## Argumento

Toda la familia de la serie entraron para ir en Disneyland para este episodio.

Toda la familia hace una excursión de un día a Disneyland en Anaheim, California.
Luke (Nolan Gould) y Phil (Ty Burrell) están emocionados de montar en montañas rusas juntos en Disneyland, después de que Luke finalmente cumpla con los requisitos de altura para montarlas. Phil entra en pánico cuando se siente mal después de montar en Indiana Jones Adventure y se preocupa aún más cuando Jay (Ed O'Neill) le dice que es una reacción normal para alguien a medida que envejece. Al escuchar esto de su suegro, Phil decide reprimir su estado de enfermedad y montar en Big Thunder Mountain Railroad con Luke para demostrar que todavía es joven. Más tarde, Phil se siente aliviado al descubrir que solo se siente enfermo porque ha contraído la gripe.
Claire (Julie Bowen) decide presentar a Haley (Sarah Hyland) al sobrino de su amigo, Ethan (Matt Prokop), que está acompañando a su familia en el viaje. Los dos se llevan bien, pero los planes de Claire se frustran cuando la familia se encuentra con Dylan (Reid Ewing), el exnovio intermitente de Haley, que se sorprende por su presencia en el parque y revela que fue despedido del rancho en el que estaba trabajando en Wyoming; más tarde se reveló que estaba trabajando en Disneyland como Dapper Dan. Alex (Ariel Winter) finalmente termina disfrutando de Ethan, mientras que Haley se queda en por qué Dylan no le dijo que estaba de vuelta en la ciudad. Claire se las arregla para alejar a Alex de Ethan y convence a Haley para que vuelva a pasar tiempo con él. Toma un giro cuando Ethan asalta a Dylan, disfrazado de Little John (de Robin Hood), que se disfrazó para hablar con Haley. Ethan finalmente se separa para unirse a un grupo de amigos y Haley y Dylan deciden volver a estar juntos, después de que lo despidan del parque, ahora necesitando que su familia lo lleve a casa.
Mitchell (Jesse Tyler Ferguson) y Cam (Eric Stonestreet) han estado teniendo dificultades con Lily (Aubrey Anderson-Emmons) cuando sigue huyendo de ellos. Se ven obligados a recurrir a llevarla a Disneyland con una correa para niños para mantenerla a salvo. Mitchell finalmente decide quitárselo debido a las miradas de desaprobación de otros parques hacia él y Cam. Lily huye de nuevo y Jay soluciona el problema comprándole un par de tacones altos para niños, para evitar que corra.
Mientras tanto, Gloria (Sofia Vergara) y Jay discuten sobre su elección de calzado para el parque. A pesar de una advertencia de Jay, Gloria decide usar tacones altos para Disneyland, lo que rápidamente se vuelve incómodo para ella entrar y admitirlo. Simpático, Jay le compra a Gloria un par de zapatillas suaves para que se las ponga en su lugar. Jay luego plantea la pregunta de que los zapatos incómodos de Gloria son lo que la hace irritable, lo que Gloria admite que puede ser cierto.
Manny (Rico Rodriguez) se niega a divertirse en Disneyland y en su lugar intenta ganar un proyecto escolar del mercado de valores con su amigo, Reuben, por teléfono.
El episodio termina con Jay haciendo que todos vayan con grandes momentos con Sr. Lincoln, recordando cómo él solo llevó a Claire y Mitchell al parque cuando eran niños después de una pelea con su entonces esposa, DeDe. Inicialmente había planeado ir a casa para romper su matrimonio, pero después de escuchar al presidente animatrónico Abraham Lincoln, decidió quedarse con su matrimonio por el bien de sus hijos, y al hacerlo, el universo lo recompensó, introduciendo a su ahora esposa Gloria en su vida, ya que Gloria le pregunta a Jay si quiere unirse a ella en el jacuzzi.

## Recepción

### Audiencia
En su transmisión original, «Disneyland» fue visto por 10,58 millones de espectadores; un aumento de 0,52 millones con respecto al episodio anterior. También adquirió una cuota de calificación de 4,4/12 en el grupo demográfico de 18-49.

### Reseñas
Donna Bowman de The A.V. Club le dio una calificación B al episodio. Ella dijo que «este no fue el episodio más divertido, se inclinó a la popa», pero «lo encontró encantador».
Leigh Raines de TV Fanatic dio una calificación de 4.5/5 y dijo que «lo más conmovedor de este episodio fue cuando Jay reveló por qué le encantaba al animatrónico Abraham Lincoln. No fue por el espectáculo, la actuación en sí probablemente un poco aburrido. Pero le hizo darse cuenta de que necesitaba poner a sus hijos en primer lugar. Jay no es muy expresivo sobre sus sentimientos, así que fue agradable cuando se abrió sobre su amor por Claire y Mitchell».
Christine N. Ziemba de Paste Magazine calificó el episodio con 8/10 y dijo: «al dejar de lado ese ángulo de marketing, «Disneyland» resultó ser un episodio decente, con un mejor resultado que las dos últimas ofertas, con una mejor integración de historias y más risas, lo que siempre es genial para una comedia de situación».
Michael Adams de 411mania calificó el episodio con 9/10 diciendo que le encantaba el episodio. «Es genial ver la serie hacer cosas como esta. Pensé que las vacaciones hawaianas que la familia tomó al final de la temporada 1 fueron uno de los mejores episodios a lo largo de las 3 temporadas, sin embargo, estas vacaciones son, con mucho, las superiores».